# The Thirteenth Man
The Thirteenth Man è un cortometraggio muto del 1913. Il nome del regista non viene riportato.

## Trama
Una moglie convince suo marito a partecipare a una riunione di ex compagni di scuola, pur se l'uomo - nella vita - non ha raggiunto il successo che aveva sognato da ragazzo.

## Produzione
Il film fu prodotto dalla Essanay Film Manufacturing Company.

## Distribuzione
Distribuito dalla General Film Company, il film - un cortometraggio in una bobina - uscì nelle sale cinematografiche USA il 21 gennaio 1913. Venne distribuito anche in Europa. Nel Regno Unito, uscì il 17 aprile 1913.